# 플루티카손/살메테롤
플루티카손/살메테롤(Fluticasone/salmeterol)은 프로파노산 플루티카손과 살메테롤을 가지고 만든 물질이며 천식, 만성 폐쇄성 폐질환 (COPD)을 관리하는 데 이용된다. 글락소스미스클라인이 애드베어(Advair / 미국 및 캐나다), 세레타이드(Seretide / 유럽, 오스트레일리아, 뉴질랜드), 비아니 (Viani, 독일), 애도에어(Adoair, 일본), 포에어(ForAir, 인도)와 같은 다양한 제품 이름으로 출시하여 놓았다. 대한민국에서는 세레타이드라는 이름으로 잘 알려져 있다. 전 세계 한 해 판매량은 2009년 기준으로 70억 달러에 육박한다. 미국 특허는 2010년에 만기되고 유럽 특허는 2013년에 만기된다.
한국산도스가 2014년 5월 14일 에어플루잘 포스피로(AirFluSal Fospiro)라는 이름으로 출시했다

## 형태

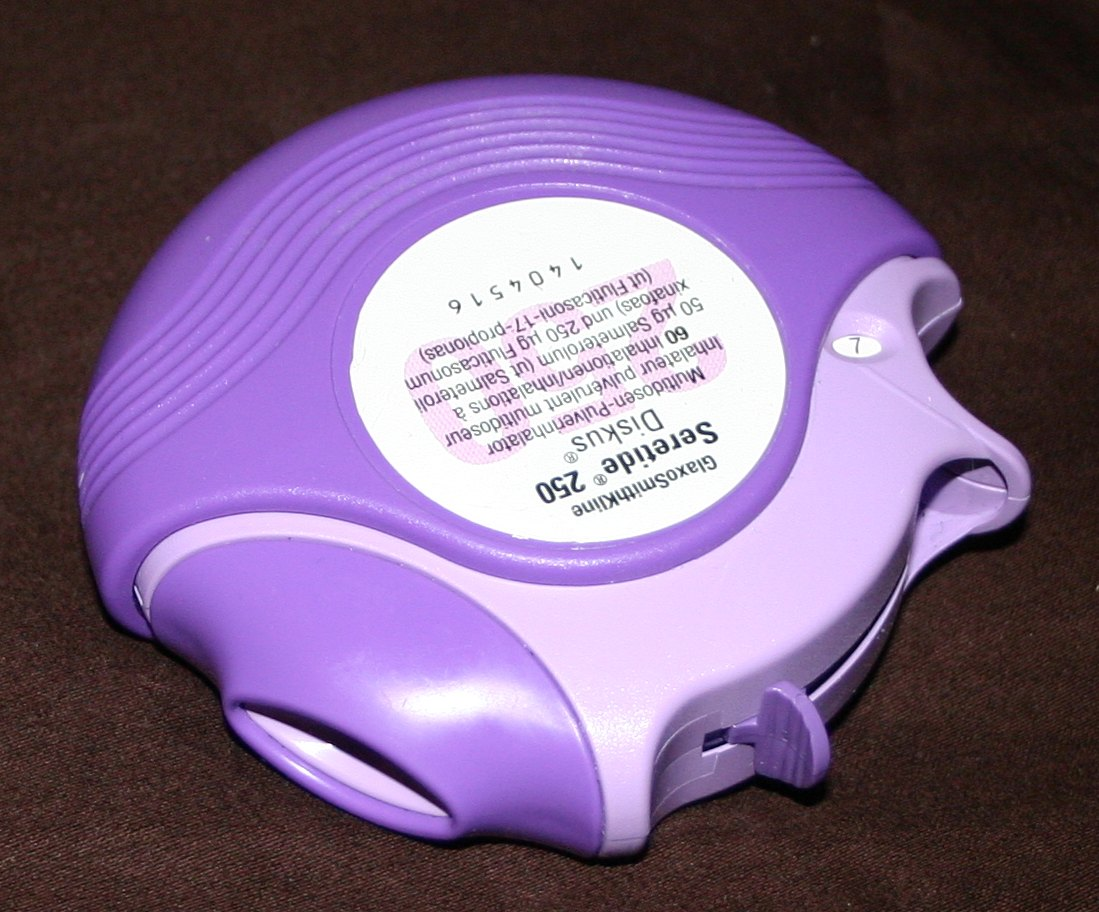
디스커스(Diskus) 기구
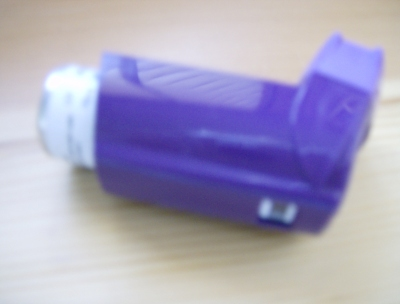
에보할러(Evohaler) 기구는 흡입 보조 기구이며 약물을 전달하기 위한 기체를 사용한다.

## 같이 보기
- 천식